# Denis Dighton
Denis Dighton, né en 1792 à Londres et mort le 8 août 1827 à Saint-Servant, en Bretagne, est un peintre britannique connu pour ses représentations de scènes de batailles.

## Biographie

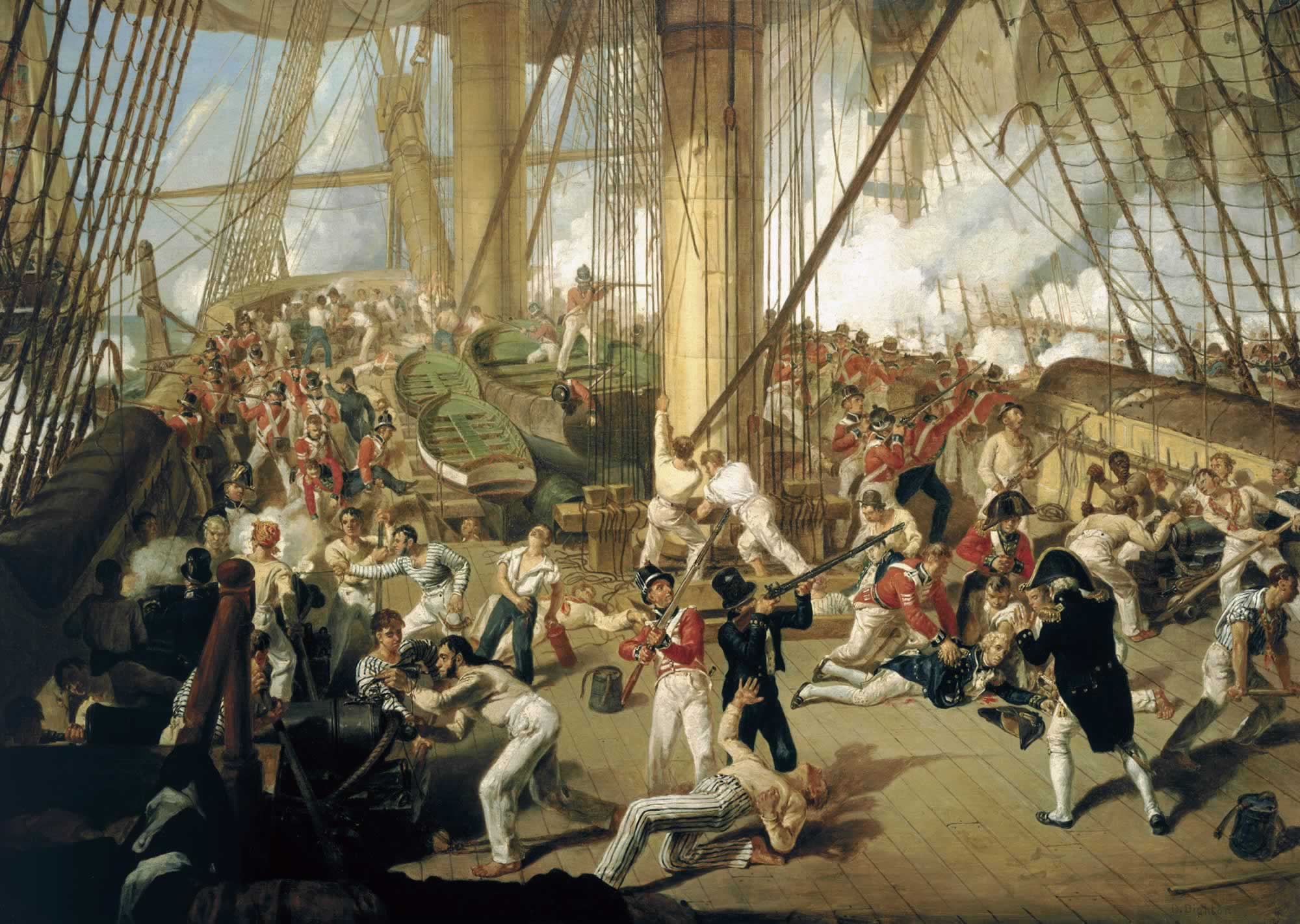
The Fall of Nelson, vers 1825.

Denis Dighton naît le 16 octobre 1801 à Londres, du mariage de Robert Dighton (1751-1814), caricaturiste, acteur et marchand de gravures, et de Catherine Caroline. Il étudie la peinture à la Royal Academy à partir de 1807. Le 11 juillet 1811, à l'âge de dix-sept ans, il s'engage dans l'armée au sein du 90e régiment d'infanterie grâce à l'influence du prince de Galles, ami intime de sa mère. Projetant de se marier, il revient cependant à la vie civile en mars 1812, s'inscrit de nouveau à la Royal Academy et se fait connaître en y exposant dix-sept tableaux de 1811 à 1825. 
En 1815, Dighton est nommé peintre militaire attitré du prince régent et se rend la même année, à la demande de celui-ci, dans les Pays-Bas méridionaux ; sa visite sur le champ de bataille de Waterloo, quelques jours seulement après le combat, lui inspire plusieurs œuvres. Il peint également la cérémonie de couronnement du prince de Galles (devenu le roi George IV) en 1821 et le voyage du souverain en Écosse l'année suivante. 
Il tombe néanmoins en disgrâce lorsque son entremetteur avec le roi, Benjamin Bloomfield, est relevé de ses fonctions et remplacé par William Knighton. Sans employeur, la situation financière de Dighton décline, de même que sa santé mentale. Il déménage alors avec sa femme et son fils à Saint-Servant, en Bretagne, où il survit avec l'aide du Fonds des Artistes jusqu'à sa mort le 8 août 1827, à l'âge de 35 ans.

## Œuvres
Denis Dighton s'est rendu célèbre pour ses représentations de scènes militaires, en particulier celles de la guerre d'Espagne et de la bataille de Waterloo. Il a également peint la mort de l'amiral Nelson à la bataille de Trafalgar. Selon sa biographe Jenny Spencer-Smith, « Dighton était un aquarelliste et graphiste accompli », réputé pour la grande précision de ses dessins à caractère uniformologique.

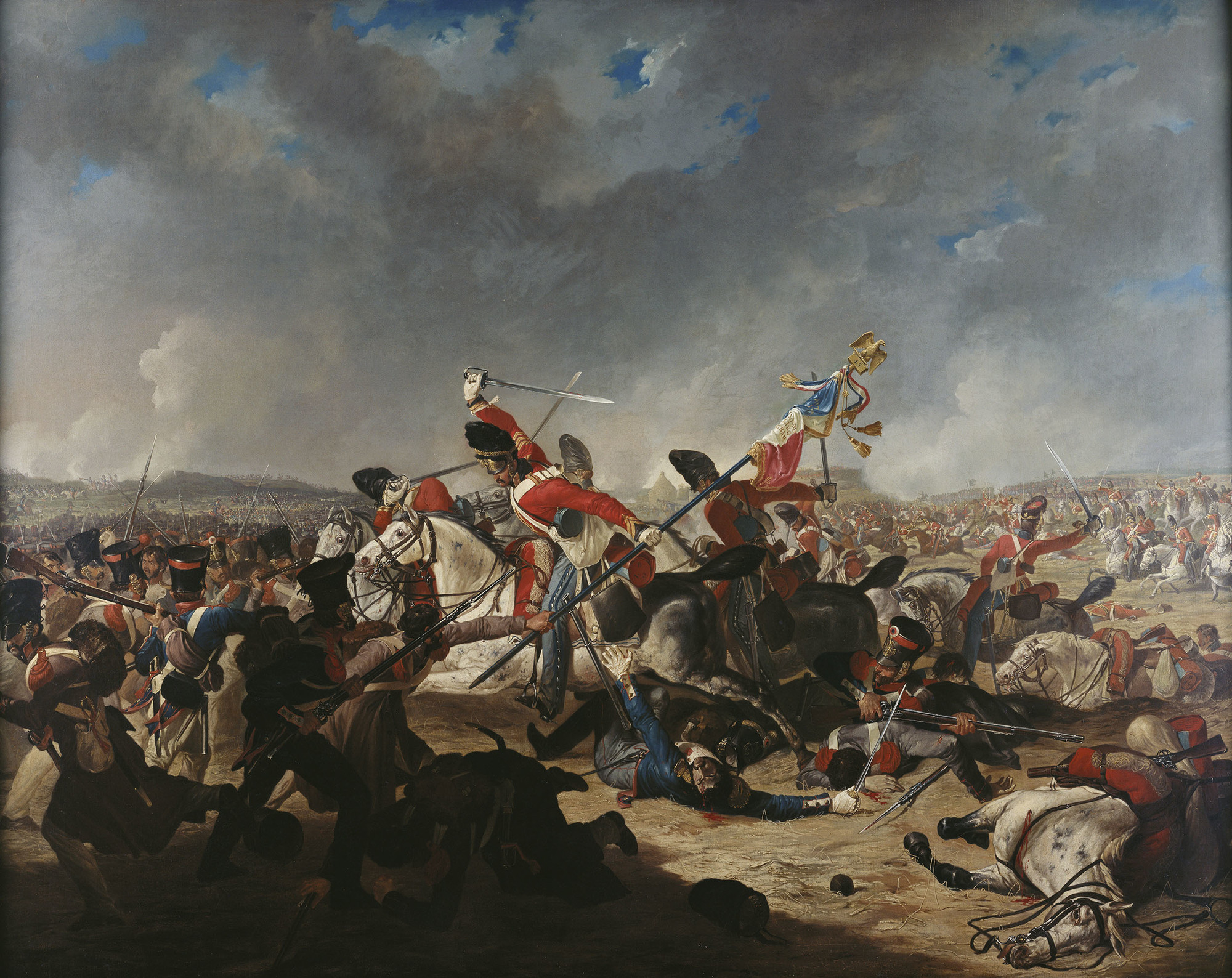
La bataille de Waterloo : la charge de la seconde brigade de cavalerie, entre 1815 et 1817, Royal Collection.
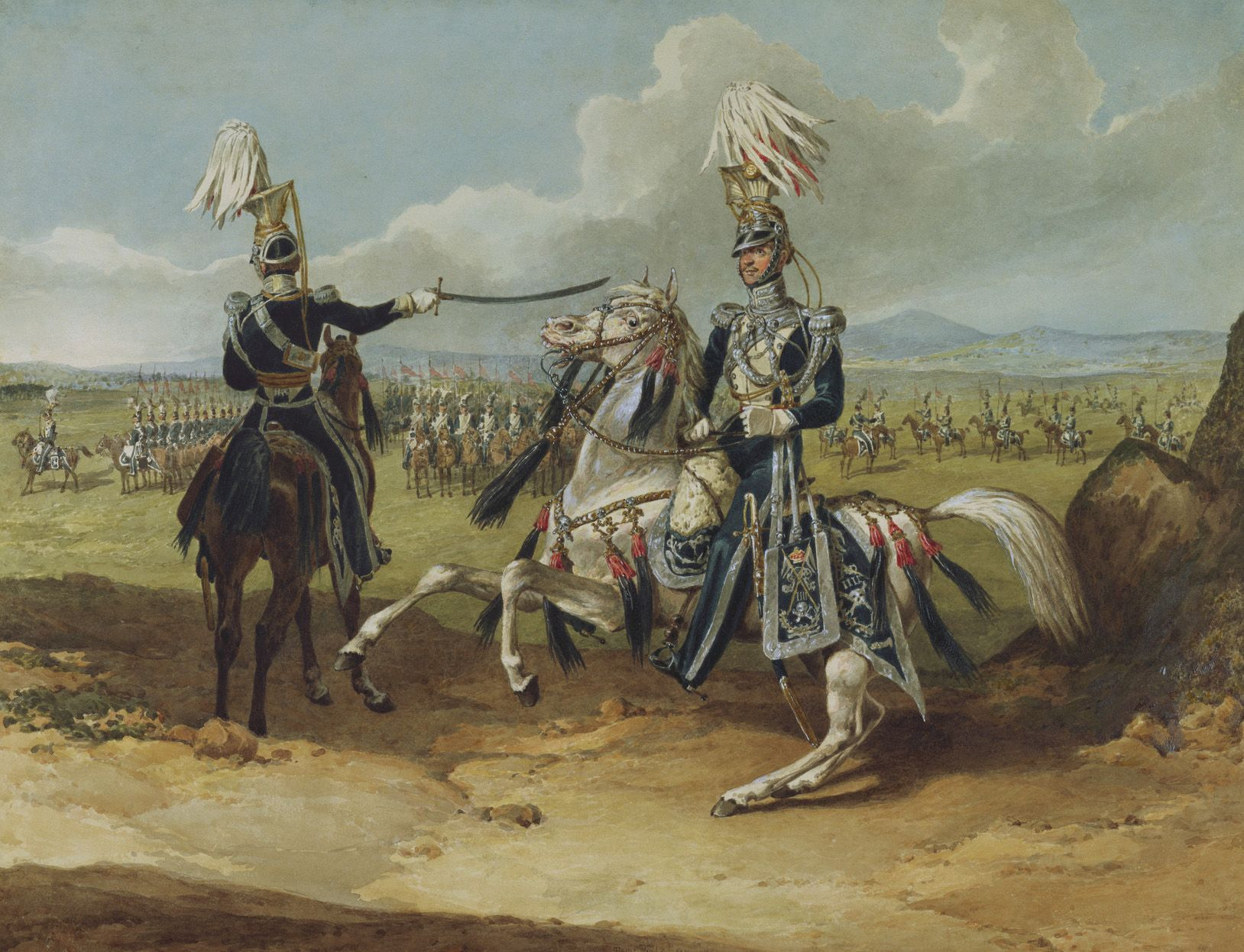
Officiers du 17e régiment de lanciers britannique, 1825.
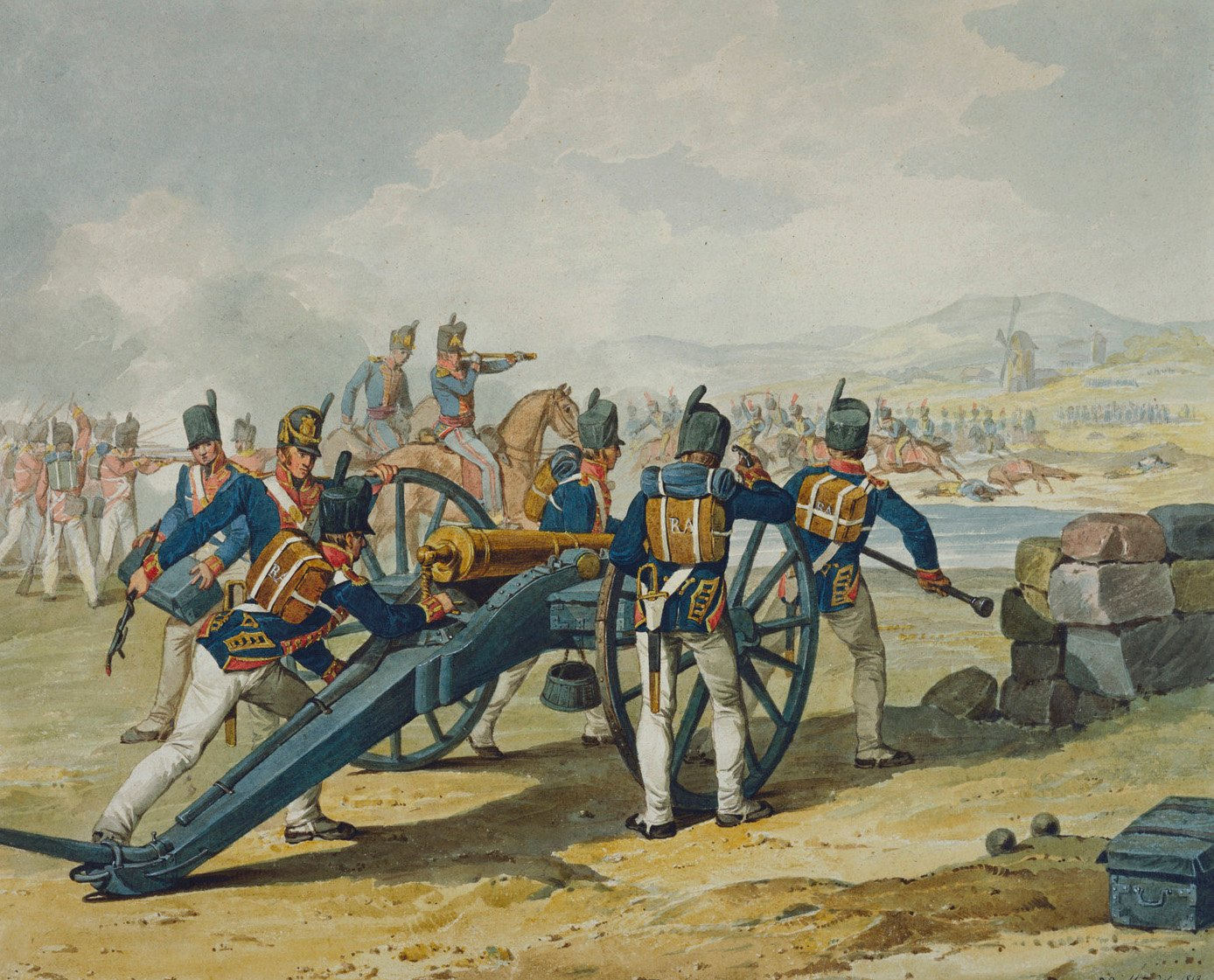
Royal Artillery délogeant la cavalerie française, 1813.
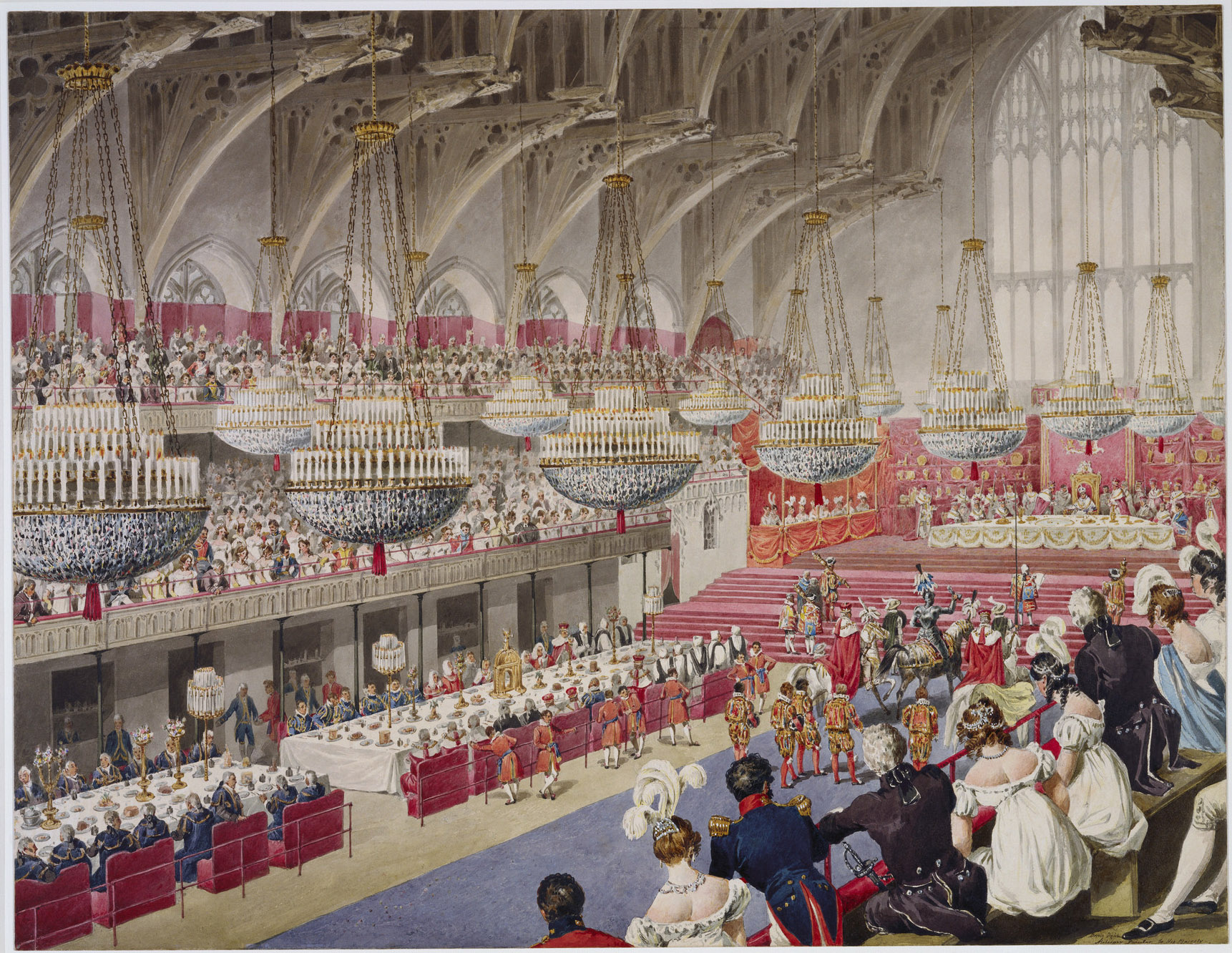
Couronnement du roi George IV à Westminster Hall, 1821.

## Vie familiale
Denis Dighton épouse le 22 juin 1812 Phoebe Earle (1790-1863), fille du peintre américain James Earle et demi-sœur de l'amiral William Henry Smyth. Elle-même artiste de profession, elle poursuit sa carrière après la mort de son mari et devient peintre florale de la reine Adélaïde.